# Агаро
Агаро (амх. አጋሮ) — город в западной части Эфиопии, в регионе Оромия. Входит в состав зоны Джимма.
Город является одним из важнейших в Эфиопии центров торговли кофе.

## Географическое положение
Город находится в юго-западной части региона, на Эфиопском нагорье, на высоте 1613 метров над уровнем моря.
Агаро расположен на расстоянии приблизительно 258 километров к юго-западу от столицы страны Аддис-Абебы.

## Население
По данным Центрального статистического агентства Эфиопии на 2007 год численность населения города составляла 25 458 человек, из которых мужчины составляли 50,85 %, женщины — соответственно 49,15 %. В конфессиональном составе населения 60,7 % составляют мусульмане; 33,76 % — последователи эфиопской православной церкви; 5,04 % — протестанты.
По данным переписи 1994 года население Агаро насчитывало 23 246 человек.

## Транспорт
Ближайший аэропорт расположен в городе Джимма.